# Vlada Urošević
Vlada Urošević (né à Skopje en 1934) est un poète, un écrivain et un traducteur macédonien. Il est membre de l’Académie macédonienne des sciences et des arts, de l’Académie européenne de la poésie et de l’Académie Mallarmé de Paris. Il est également membre étranger de l’Académie serbe des sciences et des arts.
Poète, Vlada Urošević a traduit en macédonien les œuvres de Gérard de Nerval, Charles Baudelaire, Lautréamont, Arthur Rimbaud, Guillaume Apollinaire, Blaise Cendrars, André Breton, Henri Michaux, Alain Bosquet…

## Quelques œuvres
- Une autre ville 1959
- Pluie d’été, 1957
- Pays invisible, 1962
- Balance sidérale, 1973
- Cloche à plongeur, 1975
- Le Rêveur et le vide, 1979
- Le compas du rêve, 1984
- Hypnopolis, 1986
- Les Risques du métier, 1993
- Mane, thecel, pharès, 2001
- Ma cousine Émilie : roman en dix-huit récits, ? [Édition française en 2010 chez l'L'Âge d'Homme]